# Ventenac-en-Minervois
Ventenac-en-Minervois è un comune francese di 529 abitanti situato nel dipartimento dell'Aude nella regione dell'Occitania.

## Società

### Evoluzione demografica
Abitanti censiti